# Hamisítás elleni világnap
A hamisítás elleni világnapot a Global Anti-Counterfeiting Group (GACG) kezdeményezte, hogy felhívja a figyelmet a hamisítás és a kalózkodás következményeire. Ezt minden év júniusában tartják, évente változó, hogy a hónap melyik napján. Később az ENSZ genfi székhelyű Szellemi Tulajdon Világszervezete  (World Intellectual Property Organization (WIPO)) is hozzákapcsolódott az eseményhez, felhíva ezen a napon a szellemi tulajdon fontosságára.

## Magyarországon
A Hamisítás Elleni Nemzeti Testület tevékenysége a világnaphoz kapcsolódóan
A Hamisítás Elleni Nemzeti Testület 2014-ben díjat alapított a hamisítás elleni világnaphoz kötődően (HENT-díj). Ezzel olyanokat tüntetnek ki, aki kiemelkedő mértékben elősegíti a hamisításellenes küzdelmet és aktívan támogatja a testület munkáját.
Díjazottak:
- 2014: Horváth Péter, a Pro Art Szövetség a Szerzői Jogokért igazgatója[1]
- 2015: Fülöpné Csákó Ibolya, rendőr alezredes [2]

A 2015-ös hamisítás Elleni Világnapon a gyógyszeripari cégeket tömörítő szervezetek megállapodást hoztak létre a hamisított gyógyszerek jogszerű ellátási láncba való bekerülésének megakadályozására.
A Járműipari Forgalmazók Szellemi Tulajdon-védelmi Szakmai Egyesülete tevékenysége a világnaphoz kapcsolódóan
2015-ben a Járműipari Forgalmazók Szellemi Tulajdon-védelmi Szakmai Egyesülete is létrehozott egy díjat Kommunikációval a hamisítás ellen néven. A díjat azon médiának adják át, amely a legtöbbet és legrészletesebben foglalkozik a hamisítás témakörével.